# Nicèfor Cartofílac
Nicèfor Cartofílac (en llatí Nicephorus Chartophylax, en grec Νικηφόρος) fou un monjo romà d'Orient d'època incerta encara que la més probable seria el segle ix.
Fabricius defensa que és el mateix Nicèfor diaca i cartofílac que després fou el patriarca Nicèfor I de Constantinoble (806-815) i autor d'un famós breviarium.
Va escriure:
- Solutionum Epistolae II ad Theodosium monachum
- Jus Graeco-Romanum, en dotze llibres.[1]